# قیام چنداول
قیام چنداول اشاره به تظاهرات‌ مردمان هزاره در منطقه چنداول کابل علیه حکومت جمهوری دموکراتیک افغانستان به رهبری نورمحمد تره‌کی دارد که در روزهای ۲ و ۳ سرطان (تیر) ۱۳۵۸ بوقوع پیوست. تظاهرات‌کنندگان که در جاده میوند حضور داشتند، توسط نیروهای امنیتی به رگبار گلوله بسته شده و بسیاری از آنان کشته و زخمی شدند. حکومت در روزهای بعد، بسیاری از مردمان قزلباش کابل را به ظن حضور در این تظاهرات و قیام دستگیر و به زندان انداخت. بسیاری از این زندانیان در زندان کشته و مفقود شدند. مجموع کشته‌شدگان این قیام به همراه افرادی که در روزهای بعد دستگیر و کشته شده‌اند بین ۳ تا ۱۰ هزار نفر تخمین زده می‌شود.

## پیش‌زمینه
از همان ابتدای کودتای ۷ ثور ۱۳۵۷ اعتراض‌های مردمی علیه حکومت جمهوری دموکراتیک افغانستان شکل گرفت. معترضان در شهرهای مختلف افغانستان دست به قیام علیه حکومت زدند. قیام دره صوف، قیام ۲۴ حوت، از جمله قیام‌هایی بود که در همان سال اول حکومت رخ داد. پیروی دولت از اصول کمونیستی که به عقیده مردم مخالف سنت‌ها و باورهای دینی و مذهبی آنان بود و عدم کفایت سران حکومت در اجرای امور کشور از جمله عواملی بود که منجر به اعتراضات مردمی علیه حکومت شد. به ادعای برخی پیش از قیام چنداول، برخی از تنظیم‌ها و شخصیت‌های اسلامی تلاش برای قیام علیه حکومت در کابل را داشتند. ۲۶ حوت (اسفند) ۱۳۵۷ یکی از روزهایی بود که به نام «روز عملیات» علیه حکومت در کابل تعیین شده بود. در این روز قرار بود که قیام‌کنندگان، فرماندهان نظامی وابسته به حکومت را خلع سلاح و نابود کرده و سپس وارد شهر شوند و حکومت را سرنگون کنند. اما به دلیل افشا شدن نقشه، این عملیات منحل شد. پس از آن تلاش شد در ۷ ثور ۱۳۵۸ نیز دست به اقدام بزنند که با دستگیری افراد بانفوذ این عملیات نیز منحل شد. تلاش‌های دیگری نیز پس از آن صورت گرفت اما به نتیجه‌ای نرسید.

## جزئیات قیام
قیام چنداول اول قیام برنامه‌ریزی شده کابل بود که در تاریخ ۲ و ۳ سرطان (تیر) علیه حکومت جمهوری دموکراتیک افغانستان که رهبری آن بر عهده نور محمد تره‌کی بود، سازمان‌دهی شد. در برنامه‌ریزی قیام چنداول، اعضای گروه‌های مختلف شیعه و سنی اشتراک داشتند. روز عملیات ۲ سرطان (تیر) ۱۳۵۸ تعیین شده بود و قرار بود این قیام با انفجارهای متعدد در یک زمان در تمام شهر کابل آغاز شود. این قیام قبل از عملی شدن افشاء می‌شود. در کتاب قیام چنداول دو ادعا متفاوت در خصوص افشاء این قیام مطرح شده‌است؛ برخی معتقد هستند که انفجار پیش از موعد یکی از این بمب‌ها در نزدیک پل باغ عمومی منجر به افشاء این عملیات و حضور گسترده نیروهای امنیتی در سطح شهر کابل شد و دولت تمامی راه‌های مهم را در نقاط مختلف شهر مسدود ساخت. و برخی دیگر ادعا دارند که قیام، شب قبل از عملیات افشاء شده بود و تمامی گروه‌ها بجز مردم چنداول از لغو قیام آگاهی داشتند.
در روز ۲سرطان ۱۳۵۸ مردم چنداول بدون آگاهی از لغو قیام به خیابان‌ها آمده و کنترل برخی از مراکز امنیتی را در اختیار گرفته و افراد مستقر در آن را خلع سلاح کردند. حدود صد هزار نفر که بیشترشان از مردم هزاره بودند، با پرچم‌های سبز به جاده میوند به راه افتادند. نیروهای دولتی برای سرکوب تظاهرات آمادگی داشتند؛ مسیر معترضان را مسدود و به مدت ۴ ساعت به عابران و افرادی که در تظاهرات شرکت کرده بودند شلیک کردند و عده زیادی را کشتند. شفاخانه‌های (بیمارستان‌های) کابل از پذیرش مجروحان سرباز زدند و به همین علت تلفات مردمی افزایش یافت. در روز بعد مردم هزاره اقدام تظاهرات مجدد کردند. بسیاری از مردم هزاره که بنابر برخی ادعاها بین ۲ الی ۳ هزار تن برآورد می‌شود در روزهای بعد دستگیر شده و بسیاری از آنان کشته و ناپدید می‌شوند. حکومت طی ابلاغیه‌ای که در تاریخ ۲ سرطان از رادیو کابل و ۳ سرطان در روزنامه‌ها منتشر کرد، قیام چنداول را یک حادثهٔ کوچک و محلی خواند که از طرف رهبران متعصب ایران و عناصر خائن به وطن براه‌انداخته شده بود.